# Honoré Daumier

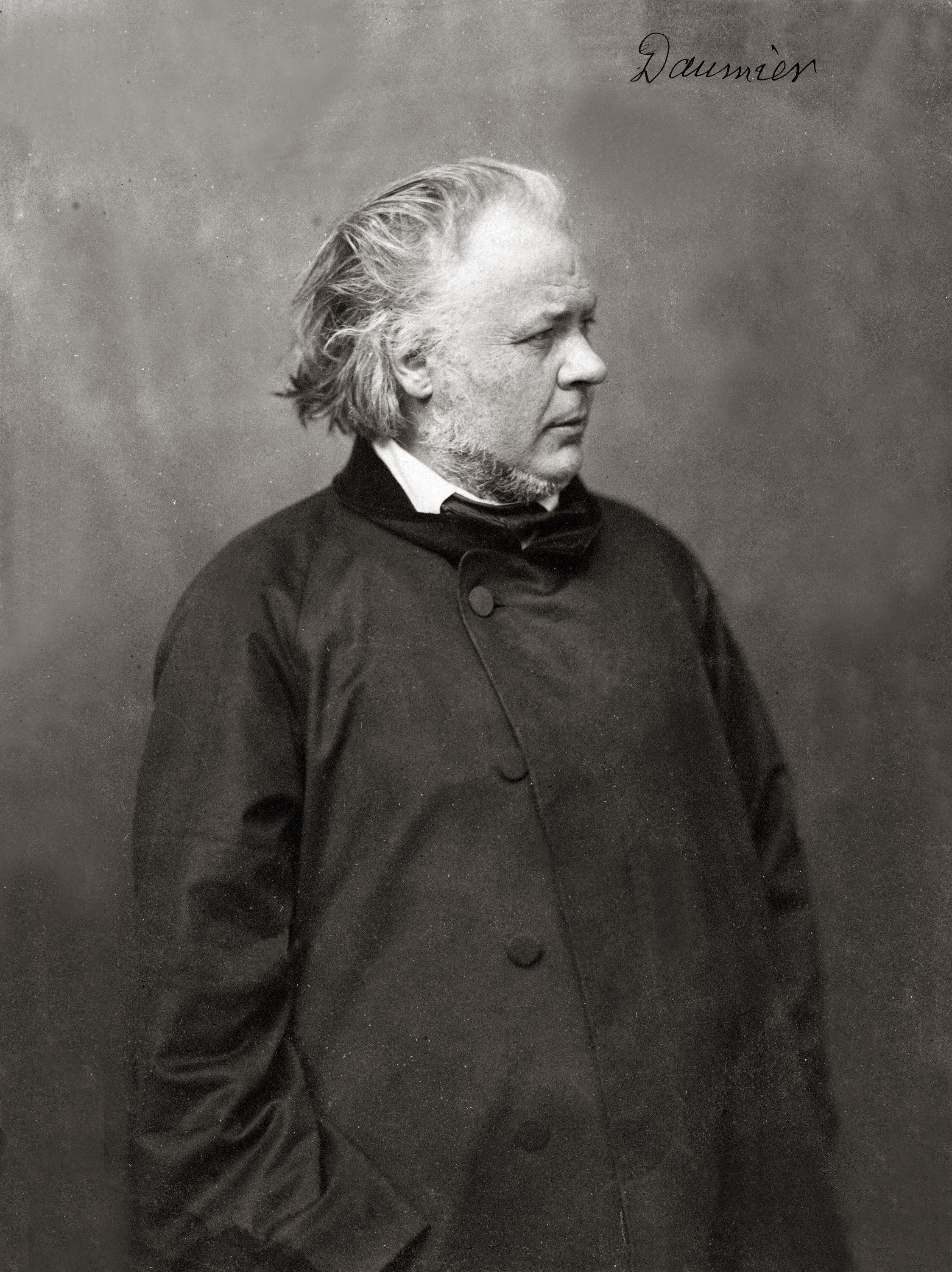
Porträt von Honoré Daumier von Nadar

Honoré Daumier (* 26. Februar 1808 in Marseille; † 10. Februar 1879 in Valmondois, Val-d’Oise) war ein französischer Maler, Bildhauer, Grafiker und Karikaturist. Er ist ein wichtiger Vertreter des Realismus. Bedeutend sind seine politischen und sozialkritischen Karikaturen.

## Künstlerisches Schaffen

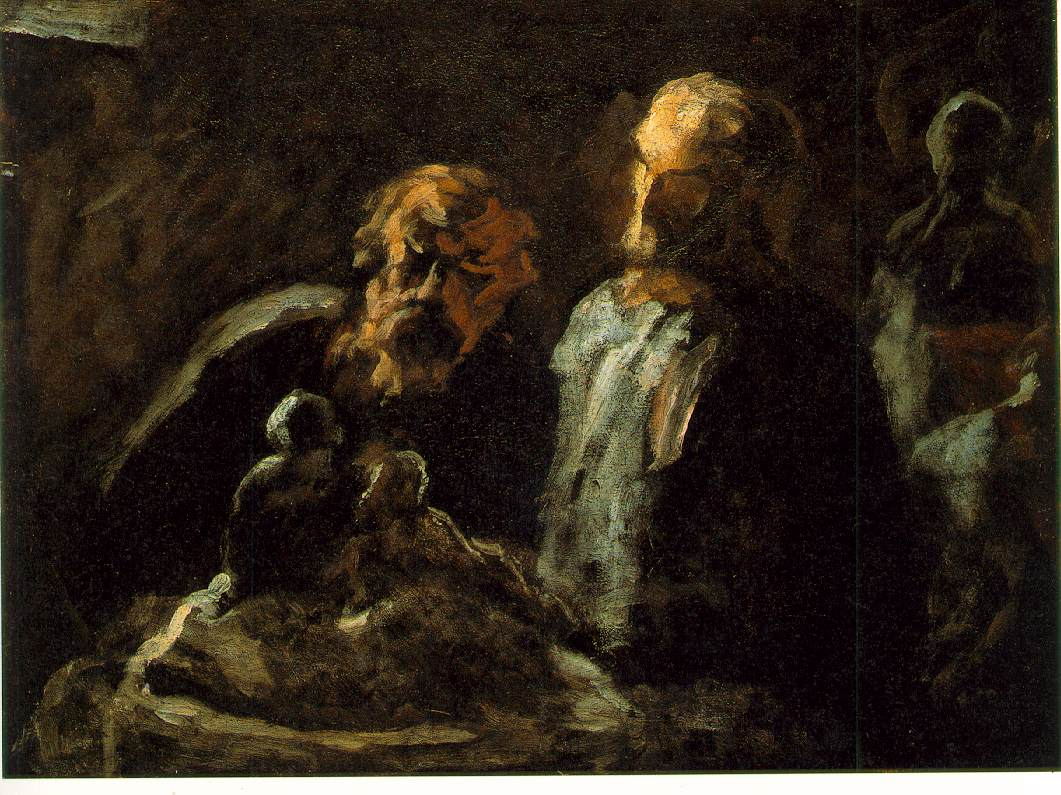
Zwei Bildhauer

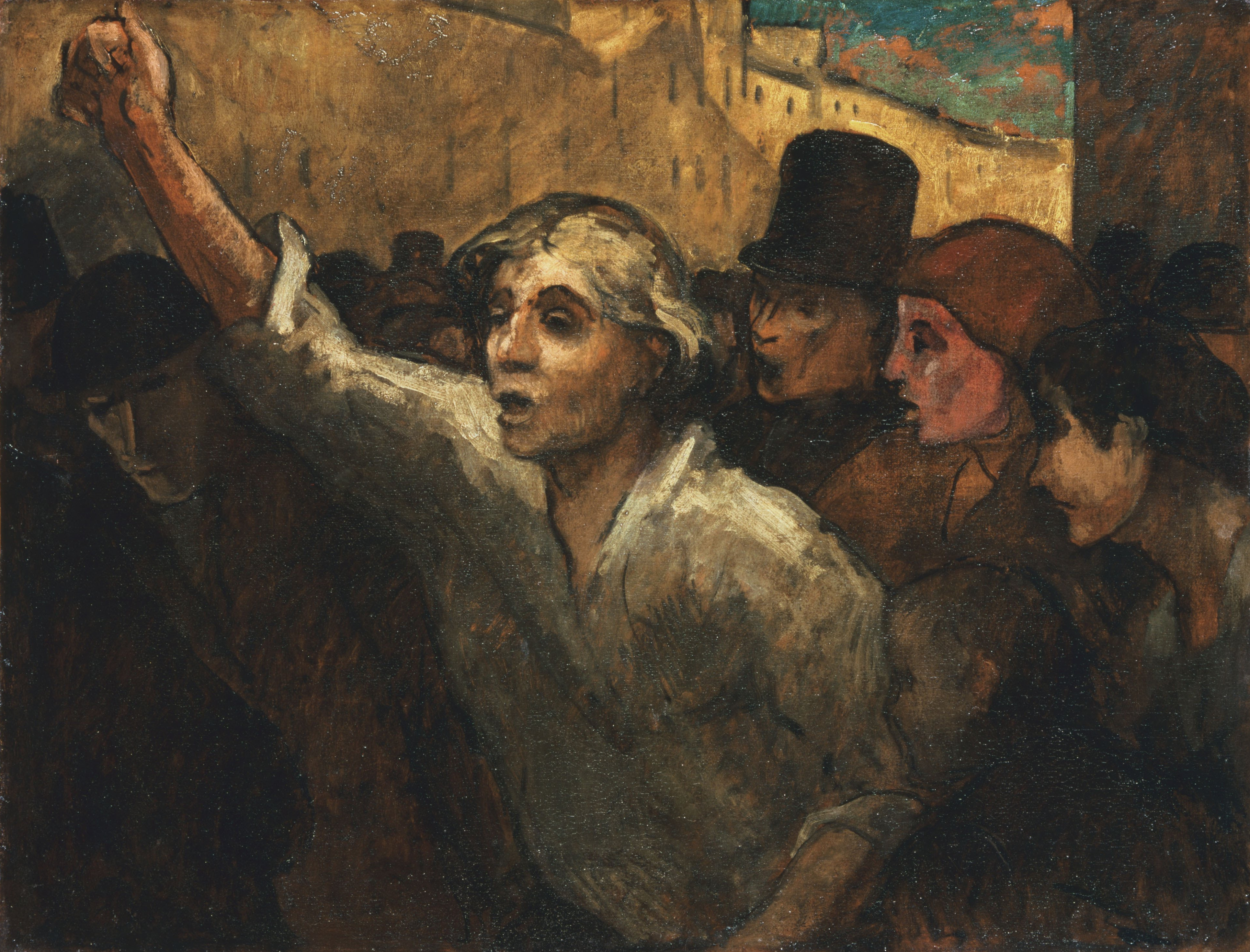
Die Erhebung

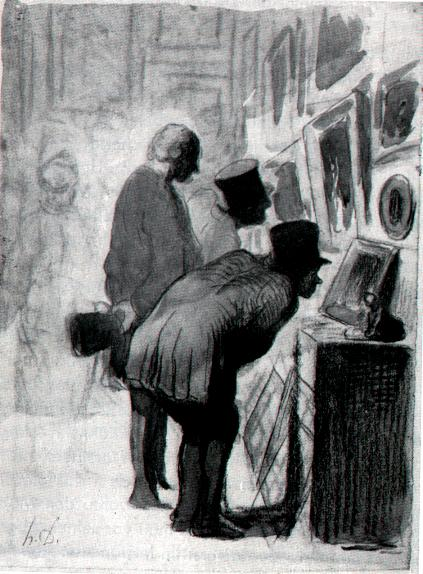
In der Gemäldegalerie

Seit 1831/32 fertigte Daumier Lithografien für die satirischen Zeitschriften La Caricature und Le Charivari. Als Vorlagen für Zeichnungen bekannter Zeitgenossen wie Politiker oder Journalisten, die in La Caricature erschienen, modellierte er eine Vielzahl von kleinen Porträtplastiken. Für seine überspitzte satirische Bezeichnung des Königs Louis Philippe als Gargantua – ein unersättlicher Fresser und Säufer (Romanfigur von François Rabelais) – wurde er im Jahr 1832 zu einer Gefängnisstrafe von sechs Monaten verurteilt. Weniger bekannt wurde Daumiers Malerei, in der er sich auch literarischen Themen und der sozialkritisch motivierten Darstellung des einfachen Volks zuwandte. Etwa ab 1848 hielt er engen Kontakt zur realistischen Schule von Barbizon. Im Alter erblindet, starb er verarmt. 1880 wurde sein Leichnam nach Paris überführt und auf dem Friedhof Père-Lachaise feierlich bestattet.
Typisch für Daumiers Malerei ist ein starker Hell-Dunkel-Kontrast und die Verwendung einer deutlich betonten zeichnerischen Umrisslinie. Der Umfang seines grafischen Werks umfasst mehr als 4000 Lithografien und über 1000 Holzschnitte. In der charakteristischen Zeichnung lächerlicher und tragischer Persönlichkeitsprofile erreichen seine Karikaturen überzeitliche Allgemeingültigkeit.

## Charakterisierung der Karikaturen

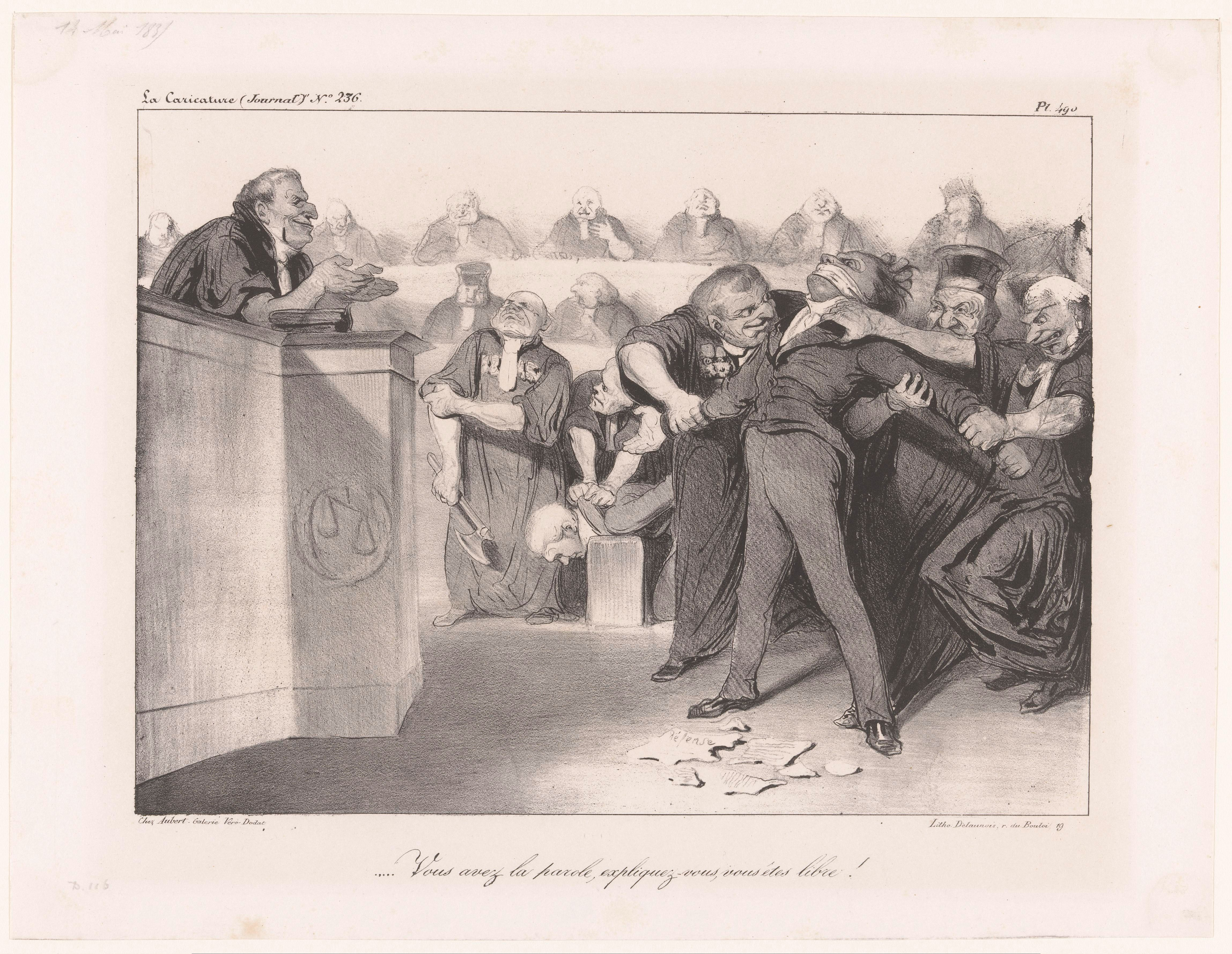
Vous avez la parole, expliquez-vous, vous êtes libre! Deutsch: Sie haben das Wort, erklären sie sich, sie sind frei!

Daumier machte sich zuerst einen Namen durch die von ihm in Le Charivari erschienene Serie „Robert Macaire“. Seine Darstellungen haben die possierlichen und lächerlichen Szenen und Vorfälle des Tags, Albernheiten an merkwürdigen Leuten, die Kehrseiten von großen Dingen, Modetorheiten zum Gegenstand. Die komische Seite des gemeinen Spießbürgerlebens und das Lächerliche der individuellen Natur wusste Daumier scharf und kräftig, ja sogar oft brutal darzustellen (z. B. in der Figur des Ratapoil). Bemerkenswert sind in dieser Beziehung: „Les Bons bourgeois“, „Pastorales“, „Locataires et propriétaires“, „Les papas“, „Les beaux jours de la vie“ und seine „Représentants représentés“, eine Sammlung Karikaturporträts von etwa 100 Repräsentanten der Konstituante und Legislative, sowie auch seine „Idylles parlementaires“, Meisterstücke des politisch-satirischen Witzes, die an die beste Zeit der griechischen Komödie erinnern. Die beiden letzteren sind Früchte der 1848er-Revolution.
Daumiers Karikaturen beschäftigen sich auch mit dem Zusammenhang von Bürgertum und Antike: Während in Frankreich der Klassizismus seit Ludwig XIV. ein kulturelles Herrschaftsprogramm war, wurde er nach der Französischen Revolution zunächst von den Revolutionsführern, dann aber von den eigentlichen Gewinnern der Revolution, dem Bürgertum, genutzt. Diese Vereinnahmung der antiken Ikonografie durch die Bourgeoisie macht Daumier lächerlich: Er zieht dem Kleinbürgertum die falschen Masken ab und zeigt sie in erbärmlichen Alltagsszenen. So erstellt er eine „Mythologie des Alltags“ in kleinen Studien der Physiognomie und des Charakters seiner Mitmenschen. In seiner Karikatur Das Lächeln der Auguren knüpft er an einen Ausspruch Catos an, der meinte, die Auguren müssten lächeln, wenn sie sich begegnen, da sie zu viel wüssten. Daumier hierzu: Die Industriebarone wissen ebenso viel – aber sie lächeln nicht, wenn sie sich begegnen.

## Nachleben
1999 wurde der Asteroid (12612) Daumier nach ihm benannt.

## Bilder/Gemälde
- Das Wandern, 1847–1850, Öl auf Holz, 32,6 × 24,8 cm, National Gallery of Art, Washington, D.C.
- Die Wäscherin, ca. 1850–1853, Öl auf Leinwand, 130 × 98 cm, Eremitage, St. Petersburg
- Der Druck-Sammler, 1857–1863, Öl auf der Tafel, The Art Institute of Chicago
- Das Drama, gegen 1860, Öl auf Leinwand, 97,5 × 90,4 cm, München, Neue Pinakothek
- Wäscherin auf dem Quai d’Anjou, ca. 1860, Öl auf der Holztafel, Albright-Knox Art Gallery, Buffalo, NY
- Don Quixote und der tote Maulesel, 1867, 132,5 × 54,5 cm, Musée d’Orsay, Paris
- The Third Class Carriage, 1863–1865, Öl auf Leinwand, 65,4 × 90,2 cm, The Metropolitan Museum of Art, New York
- Ein Wagen der Dritten Klasse, ca. 1862–1864, Öl auf Leinwand, Museum of Fine Arts, Ottawa, Kanada
- Scapin, ca. 1863–1865, Öl auf Holz, Musée d’Orsay, Paris
- Schachspieler, ca. 1863–1867, Öl auf der Tafel, Musée du Petit Palais, Paris
- Don Quixote und Sancho Pansa, ca. 1865–1870, Öl auf Leinwand, Neue Pinakothek, München

Zwei Weltkriege bewirkten, dass eine große Zahl von Daumiers Gemälden verloren gingen oder gestohlen wurden.

## Werkverzeichnis sämtlicher Daumier-Werke
Seit Juni 2004 existiert das Daumier-Register, ein Internet-Zugang zu allen bekannten Ölgemälden, Zeichnungen, Lithographien, Holzschnitten und Skulpturen von Daumier mit in die Tiefe gehenden Forschungsergebnissen, Provenienzangaben, Ausstellungen, Publikationen und zahlreichen Suchfunktionen.

## Plastik

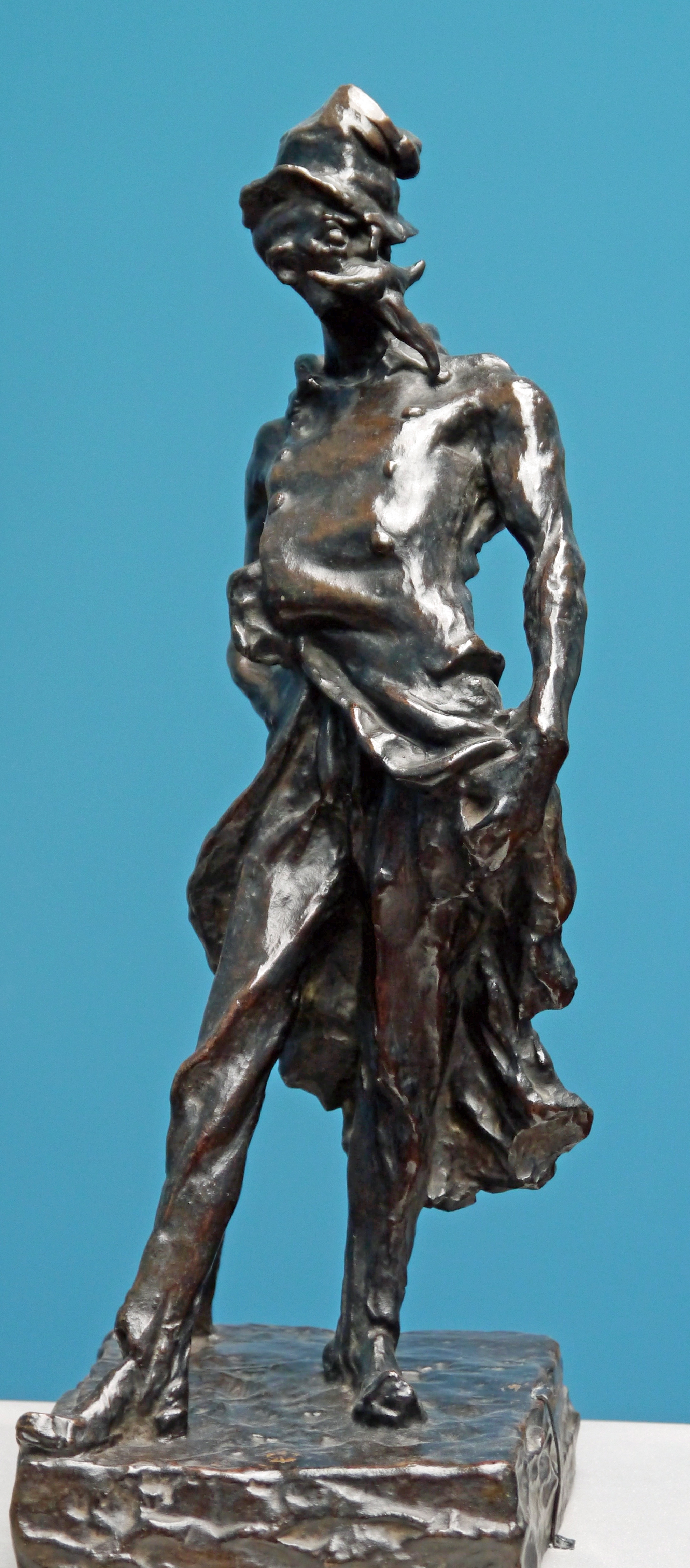
Ratapoil im Städel in Frankfurt am Main

- 36 erhaltene Prominentenporträts (Terrakottabüsten – 1832/35, Musée d’Orsay, Paris)[3] Von den insgesamt 40 Terrakottabüsten sind nicht alle erhalten geblieben.

## Grafische Zyklen
Grafik/Karikaturen von Daumier zu verschiedenen Themen sind im Daumier Register zu finden, z. B. für die Themen „Tiere“, „Sport“, „Musik“, „Frühling“, „Karneval, Masken, Kostüme“, „Jagd“, „Feiern und Feste“, „Theater“, „Wein“, „Schule“, „Sommer“, „Juristen“, „Schiffe, Boote“, „Bücher, Zeitungen“.

## Einige Karikaturen
- Antoine-Maurice-Apollinaire d’Argout (1782–1858), Minister und Peer von Frankreich 1832. Farbiger Ton. Musée d’Orsay, Paris, France.
- André-Marie-Jean-Jacques Dupin, auch Genannt Dupin der Ältere (1783–1865), Abgeordneter, Rechtsanwalt, Akademiemitglied 1832. Farbiger Ton. Musée d’Orsay, Paris, France
- Charles Philipon (1800–1861), Journalist und Direktor der Zeitschrift-Karikatur und Katzenmusik C.1833. Farbiger Ton. Musée d’Orsay, Paris, France
- Charles-Léonard Gallois (1774–1851), Publicitymanager und Historiker, Republikaner 1833? Farbiger Ton. Musée d’Orsay, Paris, France.
- Jacques Lefévre (1777–1856), Bankier und Abgeordneter 1833. Farbiger Ton. Musée d’Orsay, Paris, France.
- Historie ancienne (Kolorierte Lithografien zu antiken Sagenstoffen; erschienen 1841–1843 in der Pariser Zeitschrift Le Charivari)

## Weitere Werke
- Armes Frankreich … der Stamm ist vom Blitz getroffen, aber die Wurzeln halten gut, Lithografie, 23 × 19
- Chinesische Würdenträger wachen über das Wohl des Reiches (aus Charivari), Dezember 1859, Lithografie
- Crispin und Scapin, um 1858–1860, Leinwand, 60 × 82, Paris, Musée National du Louvre
- Der Kupferstich-Liebhaber, um 1857–1860, Leinwand, 41 × 33, Paris, Petit Palais
- Der Grafiksammler, 1860, Paris
- Der Maler vor der Staffelei, um 1865–1868, Holz, 33 × 26, Washington D.C., Phillips Collection
- Die Auswanderer, um 1848–1849, Leinwand, 38 × 69
- Die Republik, 1848, Leinwand, 73 × 60, Paris, Musée National du Louvre
- Die Suppe, 1853, aquarellierte Tuschzeichnung, 28 × 40, Paris, Musée National du Louvre
- Don Quichotte und Sancho Pansa, um 1868, Leinwand, 51 × 32, München, Neue Pinakothek
- Drama, um 1856–1860, Leinwand, 97 × 89, München, Neue Pinakothek
- Mutter mit Kind, um 1865–1870, Leinwand, 40 × 33, Zürich, Sammlung Emil Georg Bührle
- Klatsch, Museum Mesdag, Den Haag

## Ausstellungen
- 1968: Kunstverein Ingolstadt
- 2024: Städel Museum, Honoré Daumier. Die Sammlung Hellwig[4] (Ausstellung anlässlich einer Schenkung an den Städelverein)[5]
- 2024/2025: Wallraf-Richartz-Museum & Fondation Corboud, Köln, Zwischen Nackenstarre und Kunstgenuss. Daumiers Menschen im Museum (Information zur Ausstellung auf der Website des Museums)

## Beispiele für Karikaturen
1. ↑  Beispiele für das Thema „Tiere“. In: The Daumier Register. Lilian and Dieter Noack, abgerufen am 27. April 2019 (englisch).
2. ↑  Beispiele für das Thema „Sport“. In: The Daumier Register. Lilian and Dieter Noack, abgerufen am 27. April 2019 (englisch).
3. ↑  Beispiele für das Thema „Musik“. In: The Daumier Register. Lilian and Dieter Noack, abgerufen am 27. April 2019 (englisch).
4. ↑  Beispiele für das Thema „Frühling“. In: The Daumier Register. Lilian and Dieter Noack, abgerufen am 27. April 2019 (englisch).
5. ↑  Beispiele für das Thema „Karneval, Masken, Kostüme“. In: The Daumier Register. Lilian and Dieter Noack, abgerufen am 27. April 2019 (englisch).
6. ↑  Beispiele für das Thema „Jagd“. In: The Daumier Register. Lilian and Dieter Noack, abgerufen am 27. April 2019 (englisch).
7. ↑  Beispiele für das Thema „Feiern und Feste“. In: The Daumier Register. Lilian and Dieter Noack, abgerufen am 27. April 2019 (englisch).
8. ↑  Beispiele für das Thema „Theater“. In: The Daumier Register. Lilian and Dieter Noack, abgerufen am 27. April 2019 (englisch).
9. ↑  Beispiele für das Thema „Wein“. In: The Daumier Register. Lilian and Dieter Noack, abgerufen am 27. April 2019 (englisch).
10. ↑  Beispiele für das Thema „Schule“. In: The Daumier Register. Lilian and Dieter Noack, abgerufen am 27. April 2019 (englisch).
11. ↑  Beispiele für das Thema „Sommer“. In: The Daumier Register. Lilian and Dieter Noack, abgerufen am 27. April 2019 (englisch).
12. ↑  Beispiele für das Thema „Juristen“. In: The Daumier Register. Lilian and Dieter Noack, abgerufen am 27. April 2019 (englisch).
13. ↑  Beispiele für das Thema „Schiffe, Boote“. In: The Daumier Register. Lilian and Dieter Noack, abgerufen am 27. April 2019 (englisch).
14. ↑  Beispiele für das Thema „Bücher, Zeitungen“. In: The Daumier Register. Lilian and Dieter Noack, abgerufen am 27. April 2019 (englisch).